# 竊聽風暴
《窃听风暴》（德語：Das Leben der Anderen，又名《他人的生活》、《別人的生活》），2006年德國影片。影片是德國導演弗洛里安·亨克爾·馮·杜能斯馬克的处女作，并由他亲自編劇。影片於2006年3月23日在德國發行。获得了第79届奥斯卡金像奖最佳外語片奖。
本片主要讲述了1984年東德東柏林斯塔西（国家安全局）的一名秘密探員負責監聽一男劇作家及其女友（知名演员），逐渐被他们的生活所吸引，转而同情他们的遭遇，以至最后暗中对他们施以援手的故事，整个影片从侧面影射了当时东德对于媒体和言论自由的政治气氛，从本质上来讲，整个电影体现的是东德的思想解放的一个缩影。

## 劇情梗概
在1984年的東柏林，一位代號 HGW XX/7 的東德國家安全局（斯塔西）特工威斯勒奉東德文化部長漢普夫之命去監視作家德里曼。而德里曼則因其親共立場及國際知名度而此前未被東德嚴密審查。一天，當德里曼出門時，威斯勒和同事到德里曼的住所內安裝了全方位的竊聽裝置，並威脅鄰居不要聲張，否則會將其女兒從大學除名。威斯勒和另一位同事在閣樓中監聽德里曼的活動。在德里曼生日的這天，他在家中開了生日派對並收到了同為劇作家，但被當局封殺的好友雅斯卡的禮物——一份樂譜《致好人的奏鳴曲》。同時，威斯勒得知原來文化部長要求監聽德里曼乃是因為他迷戀德里曼的女朋友，著名演員斯蘭，更想無中生有，以言入罪，將美人占有。不久後，部長違抗斯蘭的意願用轎車將其帶走，並在車中將她強暴。威斯勒假意弄響門鈴令德里曼看到他的女朋友衣衫不整地從部長轎車上下來的一幕，德里曼心中百感交集。回家後，斯蘭在拼命壓抑她的情緒，徑直去了淋浴。過後，她蜷縮在床上，問德里曼是否能夠抱住她。德里曼雖不知箇中原因，但是清楚她肯定受了創傷，便照做了。威斯勒没有想到德里曼會如此忍讓，不禁心中動容。
第二天，威斯勒進入了德里曼的住所並偷走了一本貝托爾特·布萊希特（Bertolt Brecht) 的詩集，狼吞虎嚥地讀了起來。未幾，德里曼由一通電話中得知雅斯卡上吊自殺的消息。他在悲傷中彈奏了《致好人的奏鳴曲》緬懷好友。晚上，斯蘭借口出去，實則再次去赴部長的約。德里曼直言他已經知道其中內情，並請求女友不要讓部長得逞。威斯勒此時與同事換班，來到附近的一個酒吧中喝酒，而就在此時，斯蘭也走了進來。威斯勒以一個影迷身份上前攀談，目的則是不想她再與部長見面。第二天，威斯勒在看前一夜的監聽報告時發現自己的話成功地勸說了斯蘭不去赴約，因為她去完酒吧後便回到了家中，並告訴德里曼自己不會再拋棄他。
德里曼被雅斯克的自殺所觸動，因此想在西德的主流周刊《明鏡》中刊登一篇匿名文章，控訴東德政府公然封鎖消息，不告知民眾近年自殺率飆升的事實。而因為東德境內所有打字機都有登記，可以被追查，所以《明鏡》的編輯將一台袖珍打字機走私到東德，交給德里曼。他則把打字機藏到木地板下面。德里曼想和好友商量文章細節，奈何他的朋友家中已盡數被監聽，因此他們在德里曼的住所里大聲商討越境到西德的計劃，以測試其住所是否安全。威斯勒並没有將此事報告給他的上級，因而德里曼一行人輕易到了西德，並深信他的公寓是安全的。
德里曼的文章刊登後，東德高層無不如坐針毡，要求彻查此事。國家安全局拿到了一份稿件，但卻無法在東德境內找到相關的打字機。同時，部長因為斯蘭不再赴約而惱羞成怒，命令手下將其逮捕，並由威斯勒來審問。在威斯勒的威逼利誘下，斯蘭透露了打字機的收藏位置和德里曼就是作者的事實。只是當國家安全局搜查了德里曼的公寓時並未能找到打字機，因為威斯勒事前早已將打字機拿走，死無對證。只是斯蘭並不知道此事，而她心中也因為背叛了德里曼充滿了自責，無地自容，離開了住所。她一心求死，衝到樓下馬路中被卡車奪去性命。雖然德里曼因為威斯勒的幫忙而没有被監禁，但是威斯勒卻因為此事而葬送了自己的特工生涯，他餘下的20年將會在没有晉升機會的M部以拆信員的身份度過，而那裡正是諸多風燭殘年、被政府抛棄的特工的去處。
1989年11月9日，威斯勒終於從同事口中得知了柏林牆倒下，兩德重新統一的消息，而他神情木訥地離開了辦公室。兩年後，德里曼的話劇重新上演，而他也見到了前文化部長。他問為何當年自己没有被監聽，只是驚愕地得知原來自己從1984年起就被監聽。他回家果然在家中找出了當年的監聽設備。
德里曼在國家安全檔案室中找到了他被監聽時的文件。他得知斯蘭只是在搜查前被釋放，不會有時間拿走打字機。他一開始看到這些錯誤且矛盾的信息感到不明所以，但當看到最後一份報告時，他發現了一只紅色的指紋，由此恍然大悟，知道打字機乃是被監聽他的人——特工代號HGW XX/7拿走的。而這人除了幫他拿走打字機外，也曾幫他掩蓋犯罪痕跡，使他能在西德發表批評東德的文章。德里曼找到了現在是郵递員的威斯勒，但是没有上前聯繫。
兩年後的一天，威斯勒走過書店的櫥窗，見到了推銷德里曼新書《致好人的奏鳴曲》的廣告。他走進書店，打開了一本新書，發現在扉頁上印有「致HGW XX/7, 真摯的感謝」的一行字。在感動中，威斯勒買下了這本書。當店員問他是否要將書包起作禮物時，威斯勒說：「不了，這是給我自己的」。

## 角色
- 烏爾里希·穆埃 - Hauptmann Gerd Wiesler
- Martina Gedeck - Christa-Maria Sieland
- Sebastian Koch - Georg Dreyman
- Ulrich Tukur - Oberstleutnant Anton Grubitz
- Thomas Thieme - Minister Bruno Hempf
- Hans-Uwe Bauer（德语：Hans-Uwe Bauer） - Paul Hauser
- Volkmar Kleinert（德语：Volkmar Kleinert） - Albert Jerska
- Matthias Brenner（德语：Matthias Brenner） - Karl Wallner
- Charly Hübner（德语：Charly Hübner） - Udo
- Herbert Knaup - Gregor Hessenstein
- Bastian Trost - Häftling 227
- Marie Gruber - Frau Meineke
- Volker Michalowski（德语：Volker Michalowski） - typewriter expert

## 拍摄场地
影片在2004年10月26日到2004年12月17日短短的37天内拍摄完成，整个摄影过程几乎都在柏林。剧作家德雷曼的家坐落在Marchlewskistraße。有一部分场景在卡尔马克思街的法兰克福门（德語：Frankfurter Tor）。影片拍摄还借用了原斯塔西的办公楼，位于诺曼街（德語：Normannenstraße）。但是，原斯塔西监狱纪念馆的负责人却拒绝了馮·杜能斯馬克在原来的监狱内拍摄，理由是据他所知，从来没有任何一位斯塔西的官员暗中保护过他所监视的人。

## 奖项
- 2006年德国国家电影奖金萝拉奖
  - 最佳影片
  - 最佳导演
  - 最佳劇本
  - 最佳男主角
  - 最佳男配角
  - 最佳摄影
  - 最佳製作設計

- 2006年歐洲電影獎
  - 最佳影片
  - 最佳劇本
  - 最佳男主角

- 2006年金球奖
  - 最佳外語片提名

- 2007年凯撒电影奖
  - 最佳外語片

- 2007年英国电影学院奖
  - 最佳外語片

- 2007年美國奧斯卡
  - 最佳外語片

## 资料来源
1. ↑  .   [2007-03-20]. （原始内容存档于2021-03-09）.

## 外部連結
- 互联网电影数据库（IMDb）上《竊聽風暴》的资料（英文）
- 豆瓣电影上《窃听风暴》的資料 （简体中文）
- 爛番茄上《竊聽風暴》的資料（英文）